# Stian Arnesen
Stian Arnesen, Pseudonyme u. a. Nagash und Lex Icon, ist ein norwegischer Multiinstrumentalist, Sänger und Komponist. Er ist vor allem für seine Arbeit mit den Black-Metal-Bands Dimmu Borgir und The Kovenant bekannt, war aber auch Mitglied bei weiteren Metal-Bands.

## Leben und Schaffen
Er wurde etwa ab 1993 in der jungen norwegischen Black-Metal-Szene aktiv und nahm mit Troll und Covenant Demos auf. Troll führte er, nachdem die anderen Bandmitglieder ausgestiegen waren, zunächst als Soloprojekt weiter. Im Jahr 1995 nahm er Trolls Debütalbum Drep de kristne auf und mit Amund Svensson Covenants Debütalbum In Times Before the Light.
Arnesen stieg 1996 als Bassist bei Dimmu Borgir ein, mit denen er zwei EPs und zwei Alben aufnahm. Er soll 1997 als Rick Hellraiser auch Session-Schlagzeuger auf Nocturnal Breeds Debütalbum Aggressor gewesen sein. Außerdem veröffentlichte er mit Jamie „Astennu“ Stinsons Carpe Tenebrum Ende der 1990er zwei Alben. Im Jahr 1999 verließ er Dimmu Borgir wieder, um sich auf Covenant konzentrieren zu können. Diese mussten nach dem erfolgreichen zweiten Album Nexus Polaris aus rechtlichen Gründen in The Kovenant umbenannt werden und vollzogen nun einen Stilwechsel weg vom Black Metal. In diesem Jahr erschien The Kovenants drittes Album; in den Jahren 2000 und 2001 veröffentlichte er mit Troll, nun kein Soloprojekt mehr, zwei weitere Alben.
Nach The Kovenants viertem Album 2003 kündigte er immer wieder ein fünftes an, das mehrfach verschoben wurde und bislang nicht erschienen ist. Arnesen war 2004 und 2005 Mitglied von Chrome Division, jedoch an keiner Veröffentlichung beteiligt. Einige Jahre wurde es ruhig um ihn. Erst Anfang 2010 erschien Trolls viertes Album, im April des Jahres trat Arnesen mit Psy Coma, Hellhammer, Sverd und Sarah Jezebel Deva auf dem norwegischen Inferno Metal Festival Norway auf, um Covenants Nexus Polaris live zu spielen. Ende Oktober 2011 spielte er mit Troll Covenants Debütalbum live auf dem niederländischen Aurora-Infernalis-Festival.

## Diskografie
mit Covenant/The Kovenant
→ siehe The Kovenant#Diskografie
mit Troll
→ siehe Troll (Band)#Diskografie
mit Dimmu Borgir
- 1996: Devil’s Path (EP)
- 1997: Enthrone Darkness Triumphant
- 1998: Godless Savage Garden (EP)
- 1999: Spiritual Black Dimensions

mit Nocturnal Breed
- 1997: Aggressor

mit Carpe Tenebrum
- 1997: Majestic Nothingness
- 1999: Mirrored Hate Painting

mit Whip
- 2013: Unholy (EP, als Gast)